# Gaswerksteg

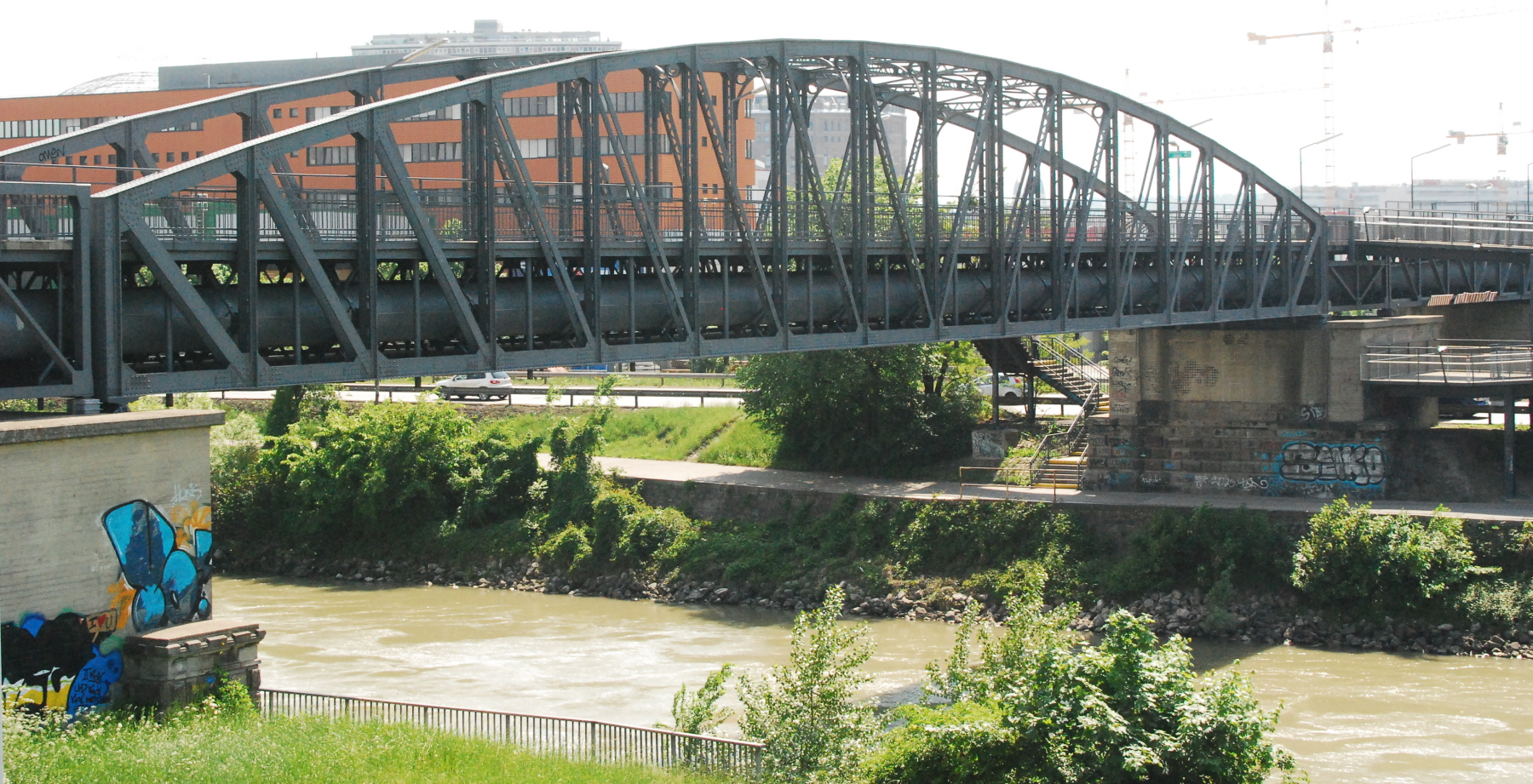
Der Gaswerksteg, praterseitig gesehen (2013)

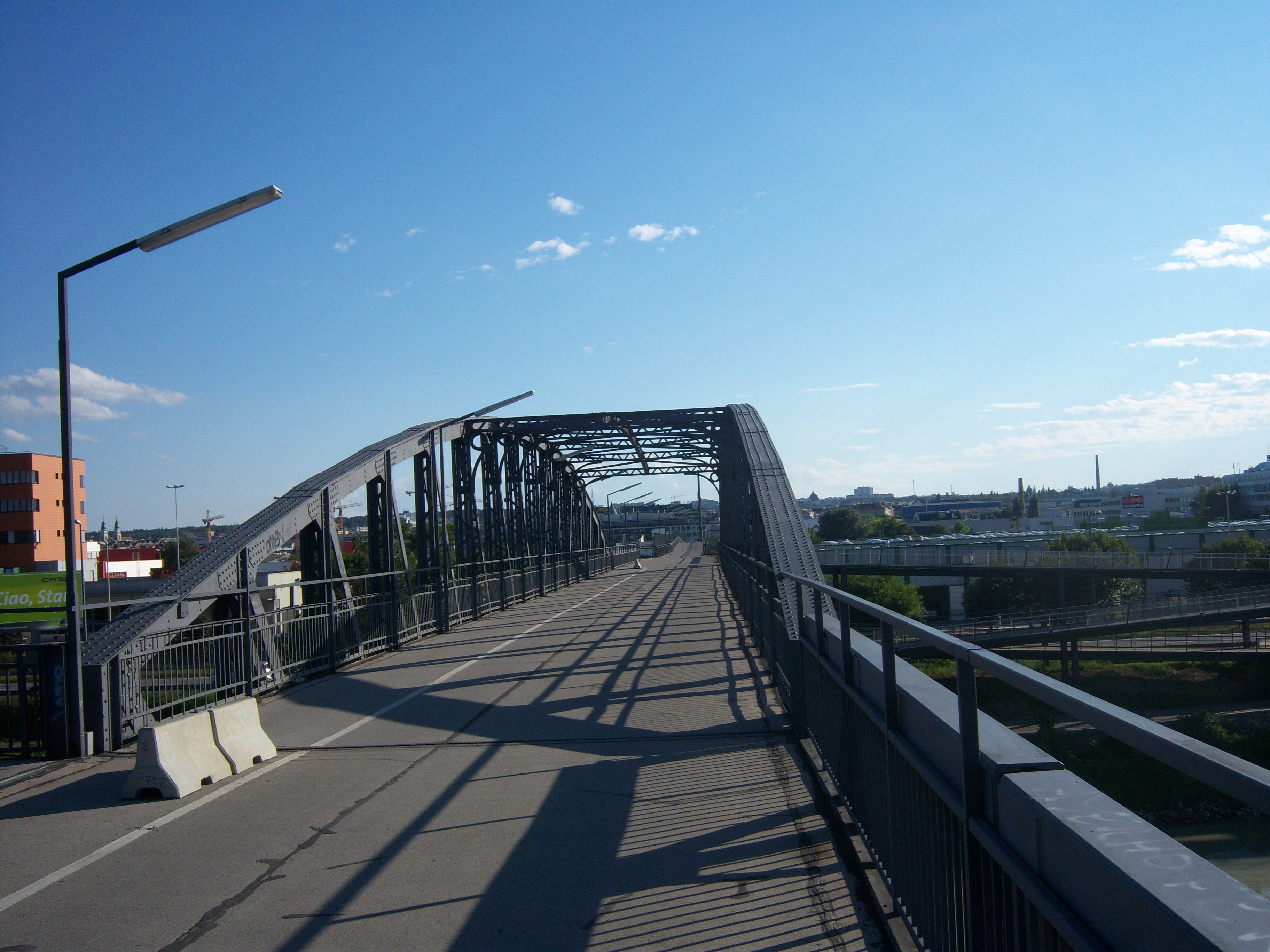
Blick auf den Gaswerksteg (2008)

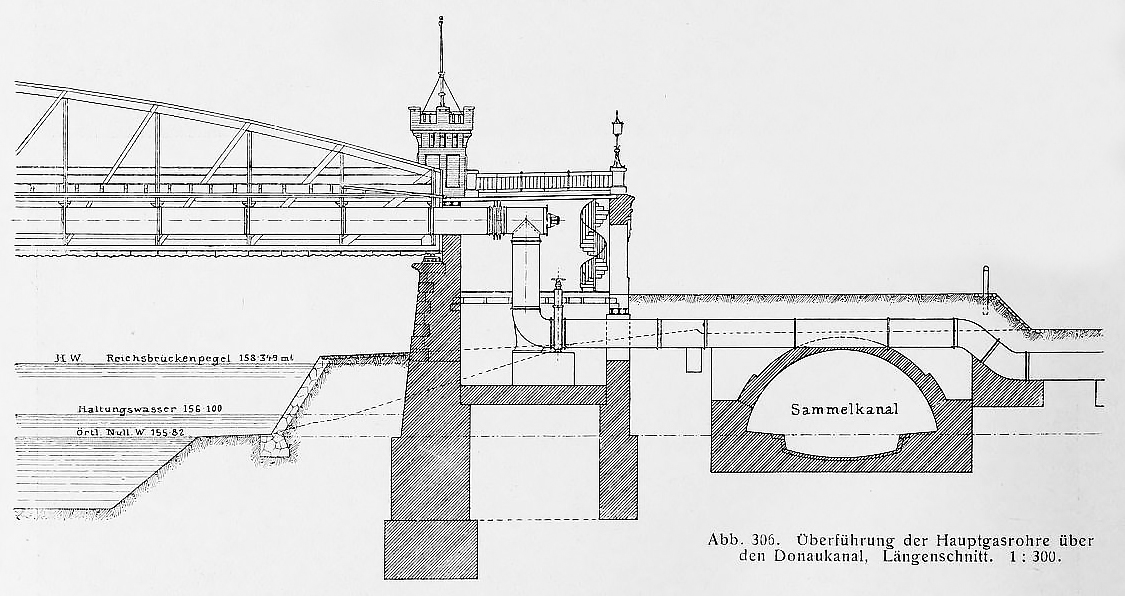
Gaswerksteg (Südende), Plan zur Umwandlung in eine Fußgängerbrücke (vor 1906)

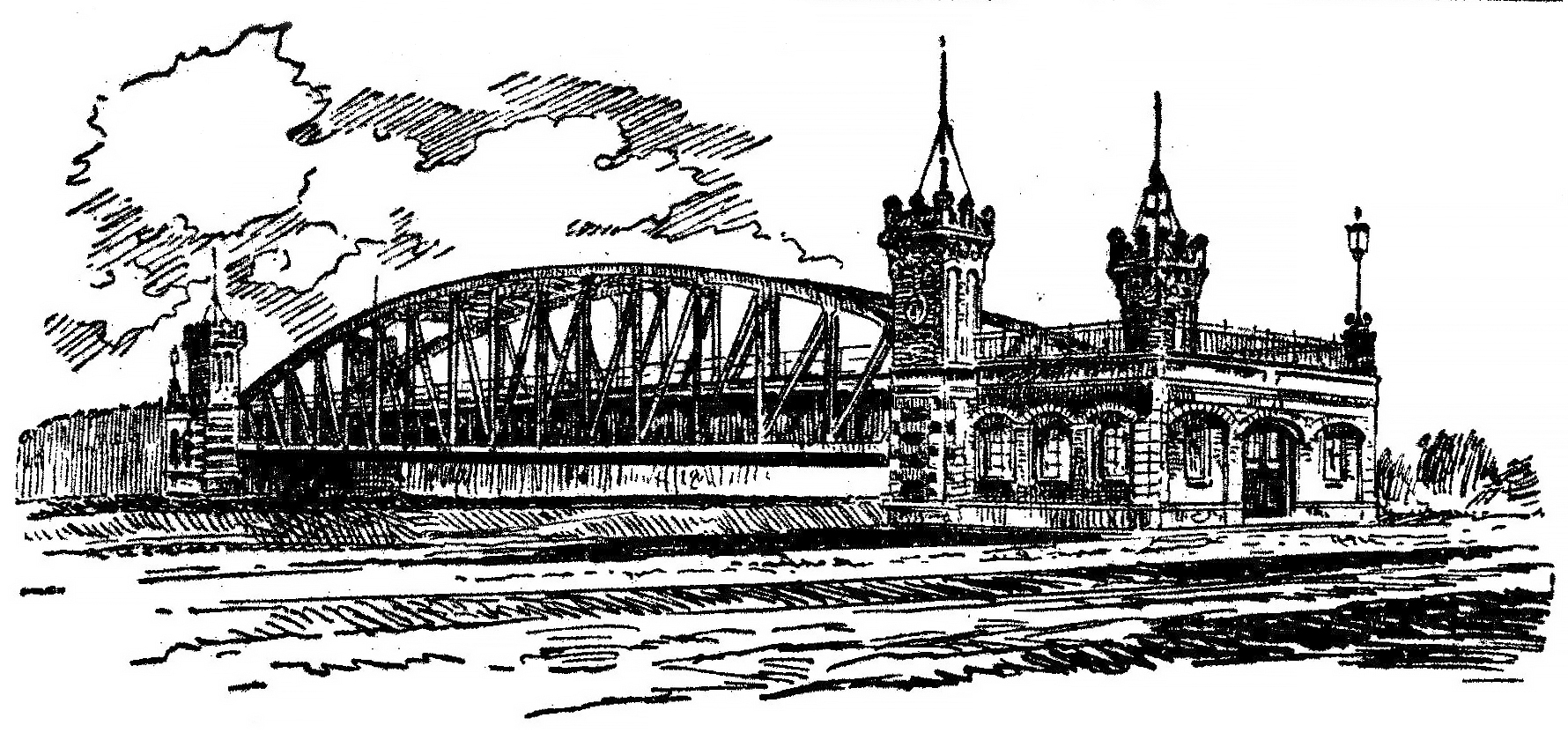
Der Gaswerksteg bei Freigabe für den Fußgängerverkehr (1910)

Der Gaswerksteg (früher auch: Gasrohrsteg sowie Gassteg) überquert den Donaukanal in Wien und verbindet die Bezirke Landstraße und Leopoldstadt.

## Lage
Der Gaswerksteg liegt in der Nähe des U-Bahnbetriebsbahnhofs Erdberg. Die Verlängerung über die Gleisanlagen des Betriebsbahnhofs wurde 1988 errichtet.

## Geschichte
Zwischen dem 25. Juli 1898 und dem 16. Juli 1899 wurde der Gaswerksteg mit 64 Meter Spannweite für das große Gasrohr (später: drei Gasrohre mit je 120 Zentimetern Durchmesser) errichtet, um eine Gasleitung vom städtischen Gaswerk in Simmering in den 2. Wiener Gemeindebezirk zu ermöglichen. Die Halbparabelträger sind an den Enden 3,5 Meter und in der Mitte 8,5 Meter hoch und 6,55 Meter voneinander entfernt.
Projektiert wurde das Bauwerk durch den Architekten des Wiener Stadtbauamtes Johann Nepomuk Scheiringer (1855–1934) sowie den städtischen Ingenieur Josef Luger; die Arbeiten an der Stahlkonstruktion wurden von der Firma Gridl aus Wien ausgeführt.

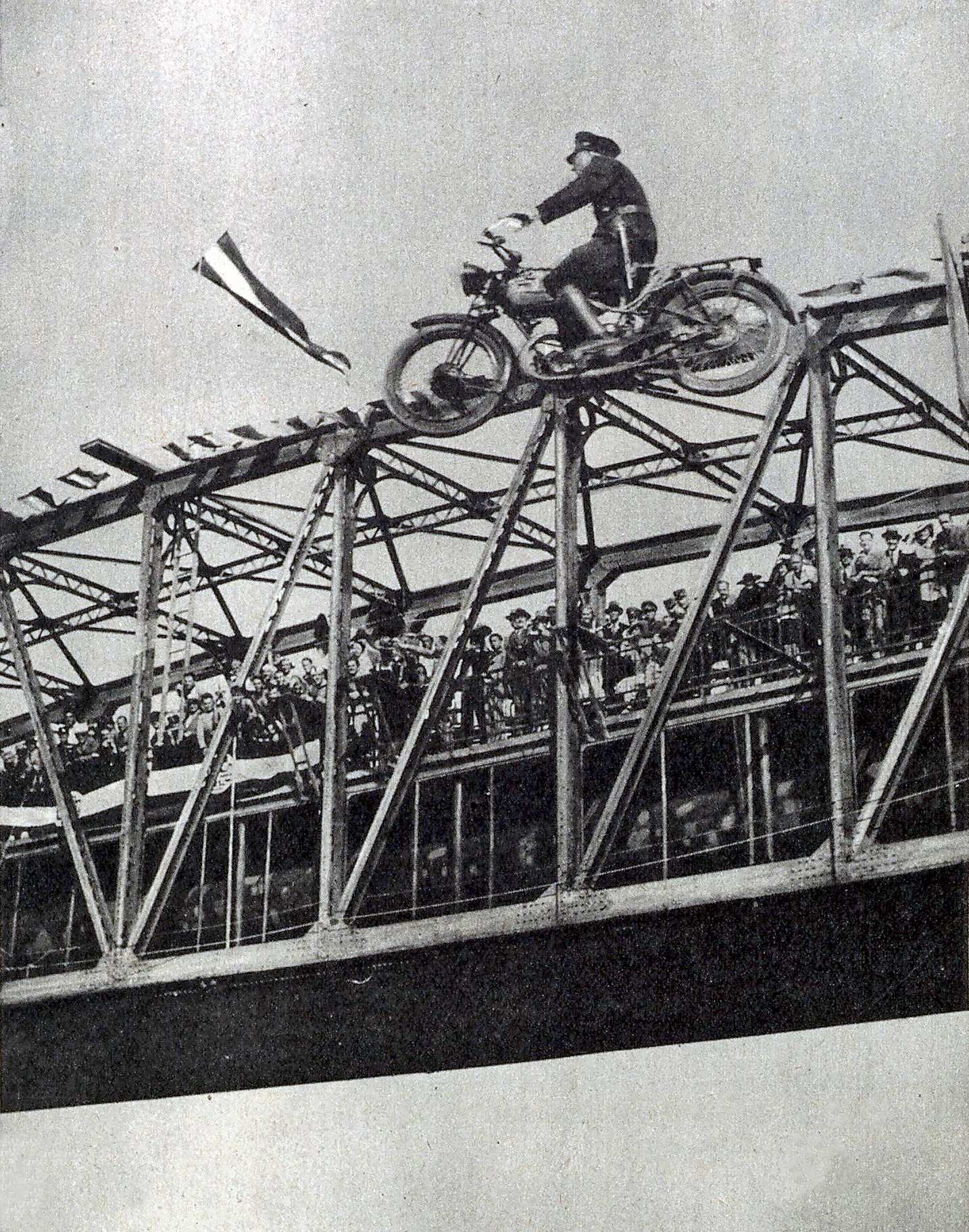
Der Gaswerksteg als Tribüne am 5. Juli 1936

Bereits bei der Planung wurde die Möglichkeit einer Begehbarmachung für Fußgänger vorgesehen und die Tragfähigkeit des Stegs entsprechend ausgelegt. In einem zwischen Hofärar und Gemeinde Wien am 8. Dezember 1900 geschlossenen Übereinkommen zeigte sich das Hofärar mit Adaptierung und Nutzung des Brückenbauwerks für den Fußgängerverkehr einverstanden, sobald die angrenzende (zugunsten der Kommune abgetretene) Quaistraße (Donaulände; heute: Ost-Autobahn A 4) bis zur Gasbrücke ausgebaut sei.
Als 1907 die Bezirksverwaltung erste Initiativen zur Umsetzung des ursprünglichen Vorhabens setzte, stießen diese auf die Ablehnung des Hofärars, das offenbar eine weitere Erschließung des Praters abwenden wollte. Erst 1910 wurden, um den Steg für Fußgänger benützbar zu machen, in die Konstruktion neue Deckenteile eingezogen und an beiden Ufern Stiegenhäuser angebaut. Die ohne Feierlichkeiten erfolgte Verkehrsfreigabe dürfte auf den 21. November 1910 gefallen sein.
Verkehrstechnisch aufgewertet wurde die Brücke durch die Eröffnung der am rechten Ufer des Donaukanals geführten Preßburger Bahn 1914 (Haltestelle Gassteg), die 1909 und 1910 am linken, also praterseitigen Ufer des Kanals in Betrieb gegangenen Straßenbahnlinien 80 (Lusthaus) und 81 (Galopprennbahn Freudenau) boten ebenfalls Anschluss.
In den 1930er-Jahren spielte das Brückenbauwerk bei Sportgroßveranstaltungen eine Rolle: am 5. Juli 1936 als Ziellinie bei der an der Schlachthausbrücke gestarteten 15. Österreichischen Zillenmeisterschaft; am 2. Juli 1937 die 16. Österreichische Zillenmeisterschaft, bei welcher sich auf dem Steg die Ehrentribüne sowie die Aufbauten für das Turmspringen befanden.
Während der Schlacht um Wien 1945 wurde auch der Gaswerksteg von der Wehrmacht gesprengt. Der Wiederaufbau war im November 1945 bereits so weit fortgeschritten, dass provisorisch Gasrohre gelegt werden konnten und eine Fertigstellung für das kommende Frühjahr in Aussicht genommen wurde. Die an der Wiedererrichtung der (am 19. Mai 1946 eröffneten) Malinowskibrücke beteiligten russischen Stachanow-Arbeiter waren auch beim Neubau des Gaswerkstegs im Einsatz.
Im Mai 1903 wurde von der Bezirksverwaltung für das Objekt der Name Gasrohrsteg vorgeschlagen, Ende 1903 beschloss der Wiener Stadtrat, das Brückenbauwerk Gaswerksteg zu nennen. Dieser Name wurde am 10. Juli 1963 für den wieder errichteten Steg vom zuständigen Gemeinderatsausschuss amtlich festgelegt. Der Name erinnert an das historische Gaswerk Erdberg der Imperial-Continental-Gas-Association.
1988 wurde der Steg beiderseits verlängert und mit Rampen zur leichteren Erreichbarkeit versehen. Unmittelbar unter der Verlängerung im 3. Bezirk befindet sich der U-Bahn-Betriebsbahnhof Erdberg der Wiener Linien mit der Station Erdberg der Linie U3.